# Azurit
Azurit, auch unter seiner bergmännischen Bezeichnung Bergblau, Kupferblau oder Kupferlasur bekannt, ist ein häufig vorkommendes Mineral aus der Mineralklasse der „Carbonate und Nitrate“. Es kristallisiert im monoklinen Kristallsystem mit der chemischen Zusammensetzung Cu3(CO3)2(OH)2 und ist damit chemisch gesehen ein basisches Kupfercarbonat.
Azurit findet sich meist in Form kleiner, im Gestein eingebetteter Kristalle mit prismatischem, kurzsäuligem oder tafeligem Habitus, kommt aber auch in Form kugeliger, nieriger oder pulvriger Mineral-Aggregate sowie verwachsen mit Malachit vor. Das Mineral ist von charakteristischer, tiefblauer Farbe und seine Kristallflächen zeigen einen glas- bis fettähnlichen Glanz. Auf der Strichtafel hinterlässt Azurit einen blauen bis hellblauen Strich.
Mit einer Mohshärte von 3,5 bis 4 gehört Azurit zu den mittelharten Mineralien. Es lässt sich etwas leichter als das Referenzmineral Fluorit (4) mit einem Taschenmesser ritzen.

## Etymologie und Geschichte

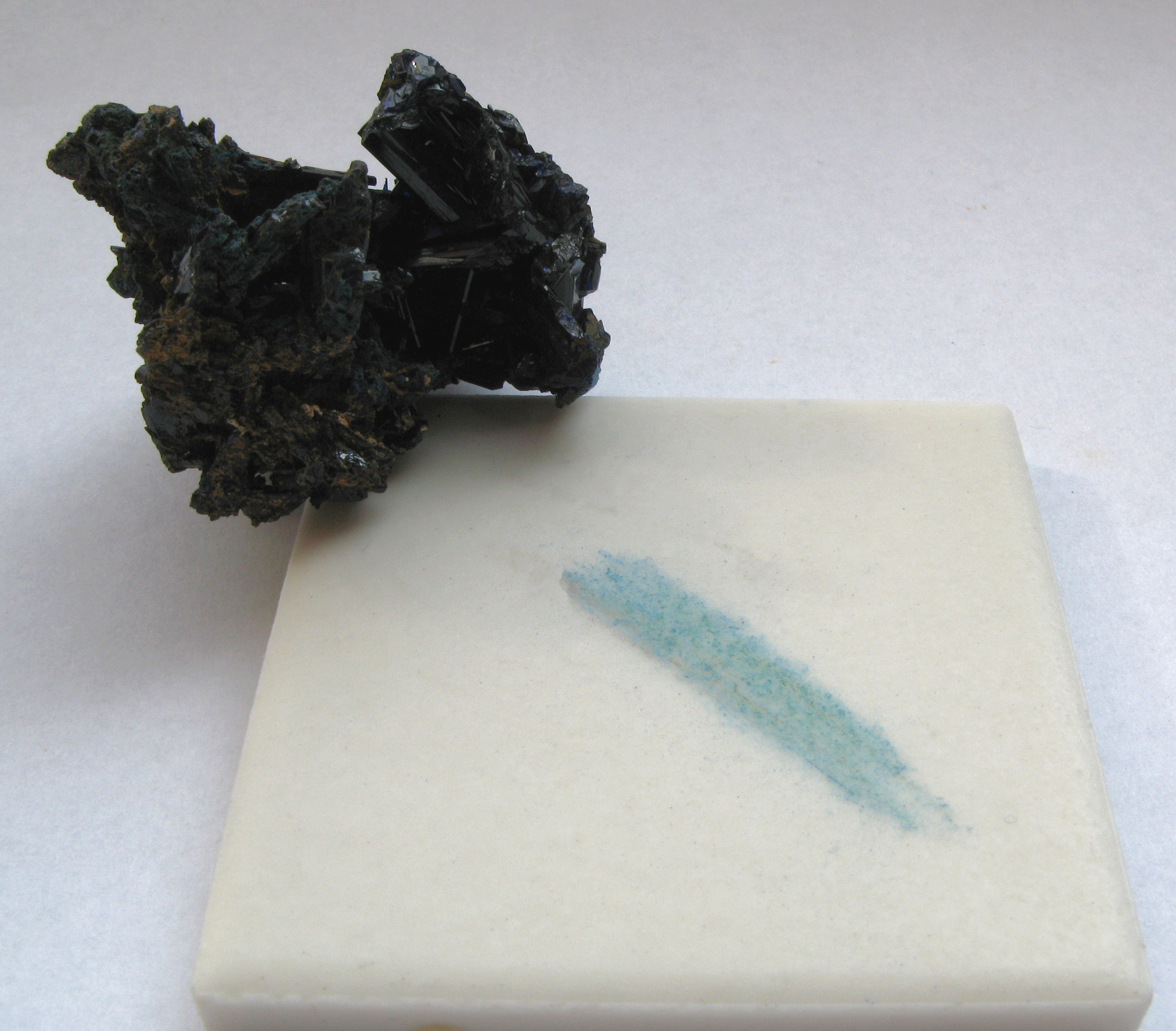
Strichfarbe von Azurit

Zur Etymologie des Mineralnamens (abgeleitet von azur) siehe Hauptartikel Azurblau.
Azurit ist seit mehr als 4500 Jahren bekannt. Bereits die Ägypter des Alten Reiches ca. 2500 v. Chr. verwendeten das pulverisierte Mineral als Augenschminke (Khol bzw. Lidschatten) und für Wandmalereien. Auch in den Wandmalereien der Maya von Bonampak wurde Azurit nachgewiesen. Bei den Griechen war das Mineral als ὰρμένιον und bei den Römern latinisiert als Armenium bzw. Armenischer Stein (lateinisch Lapis armenicus und Lapis armenius) bekannt.
Seinen bis heute gültigen Mineralnamen erhielt Azurit 1824 durch den französischen Mineralogen François Beudant in Anlehnung an dessen Farbe.
Das Synonym Chessylith entstand aufgrund des historischen Lieferortes Chessy im französischen Département Rhône.

## Klassifikation
In der veralteten 8. Auflage der Mineralsystematik nach Strunz gehörte der Azurit noch zur gemeinsamen Mineralklasse der „Nitrate, Carbonate und Borate“ und dort zur Abteilung der „Wasserfreien Carbonate mit fremden Anionen“, wo er zusammen mit Hydrozinkit die „Azurit-Hydrozinkit-Gruppe“ mit der System-Nr. Vb/B.01 und den weiteren Mitgliedern Aurichalcit, Loseyit, Malachit und Rosasit bildete.
Im Lapis-Mineralienverzeichnis nach Stefan Weiß, das sich aus Rücksicht auf private Sammler und institutionelle Sammlungen noch nach dieser alten Form der Systematik von Karl Hugo Strunz richtet, erhielt das Mineral die System- und Mineral-Nr. V/C.01-10. In der „Lapis-Systematik“ entspricht dies ebenfalls der Klasse der „Nitrate, Carbonate und Borate“ und dort der Abteilung „Wasserfreien Carbonate, mit fremden Anionen“, wo Azurit zusammen mit Rosasit die „Azurit-Rosasit-Reihe“ (V/C.01) und den weiteren Mitgliedern Aurichalcit, Brianyoungit, Chukanovit, Georgeit, Glaukosphärit, Hydrozinkit, Kolwezit, Loseyit, Malachit, Mcguinnessit, Nullaginit, Parádsasvárit, Pokrovskit, Sclarit und Zinkrosasit bildet (Stand 2018).
Die seit 2001 gültige und von der International Mineralogical Association (IMA) zuletzt 2009 aktualisierte 9. Auflage der Strunz’schen Mineralsystematik ordnet den Azurit in die neu definierte Mineralklasse der „Carbonate und Nitrate“ ein (die Borate bilden hier eine eigene Klasse). Hier ist er allerdings ebenfalls in die Abteilung der „Carbonate mit zusätzlichen Anionen; ohne H2O“ eingeordnet. Diese ist jedoch weiter unterteilt nach den in der Verbindung vorherrschenden Metallen, so dass das Mineral entsprechend seiner Zusammensetzung in der Unterabteilung „Mit Cu, Co, Ni, Zn, Mg, Mn“ zu finden ist, wo es als einziges Mitglied die unbenannte Gruppe 5.BA.05 bildet.
Die vorwiegend im englischen Sprachraum gebräuchliche Systematik der Minerale nach Dana ordnet den Azurit wie die veraltete Strunz’sche Systematik in die gemeinsame Klasse der „Carbonate, Nitrate und Borate“ und dort in die Abteilung der „Carbonate - Hydroxyl oder Halogen“ ein. Hier ist er als einziges Mitglied in der unbenannten Gruppe 16a.02.01 innerhalb der Unterabteilung „Carbonate - Hydroxyl oder Halogen mit (AB)3+(XO3)2Zq“ zu finden.

## Kristallstruktur
Azurit kristallisiert monoklin in der Raumgruppe P21/c (Raumgruppen-Nr. 14) mit den Gitterparametern a = 5,00 Å; b = 5,85 Å; c = 10,35 Å und β = 92,3° sowie 2 Formeleinheiten pro Elementarzelle.

## Bildung und Fundorte

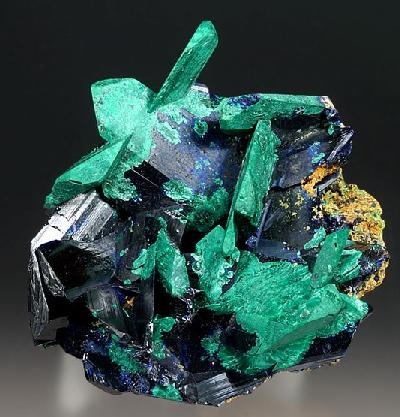
Azurit mit deutlich sichtbarer Verwitterung nach Malachit (grün)

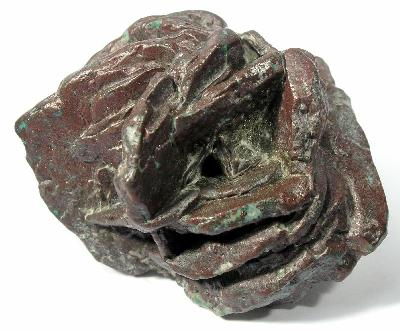
Pseudomorphose von Kupfer nach Azurit aus der Kupfergrube „Rose“, San Lorenzo, Grant County (New Mexico), USA (Größe: 3,4 cm × 2,7 cm × 2,3 cm)

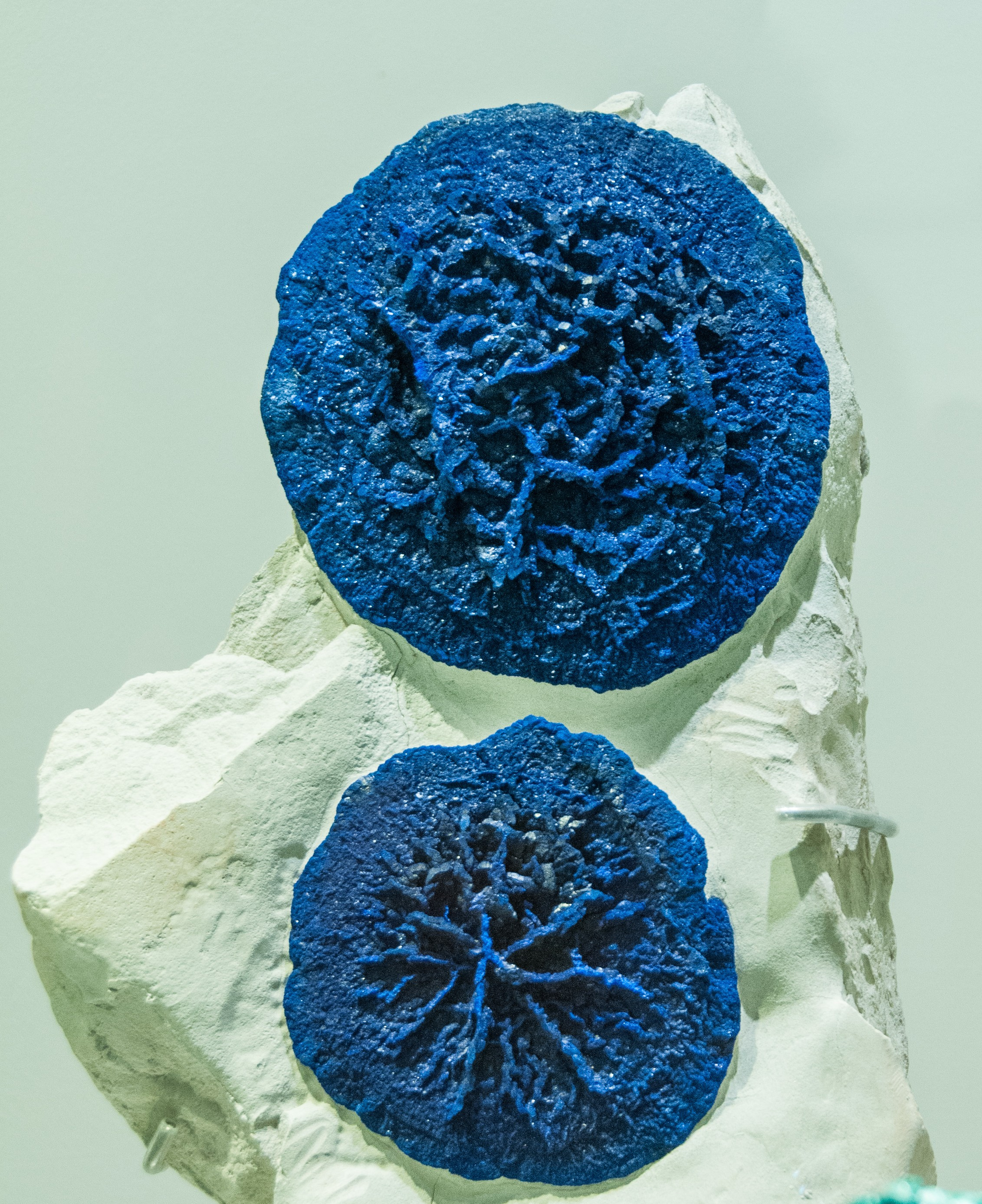
Azurit-„Sonnen“ in Schluffstein aus der Kupfergrube Malbunka, Areyonga (260 km westlich von Alice Springs), Northern Territory, Australien
Ausgestellt im Melbourne Museum

Azurit ist ein Sekundärmineral, das in der Oxidationszone von sulfidischen Kupfer-Lagerstätten durch chemische Verwitterung aus Chalkopyrit und anderen Kupfersulfiden oder allgemein Kupfererzen entsteht. Durch Wasseraufnahme wandelt es sich zudem in den grünen Malachit um und ist deshalb oft mit ihm verwachsen zu finden. Bekannt sind auch Pseudomorphosen von Malachit nach Azurit sowie von Kupfer nach Azurit. Azurit ist oft auch ein Bestandteil von Kupferpecherz. Je nach Fundort kann Azurit in Paragenese mit verschiedenen Mineralen wie unter anderem Anglesit, Antlerit, Brochantit, Calcit, Chrysokoll, Cerussit, Cuprit (Rotkupfererz), Dolomit und Smithsonit (Galmei) auftreten.
Als häufige Mineralbildung ist Azurit an vielen Fundorten anzutreffen, wobei bisher (Stand 2014) rund 5000 Fundorte als bekannt gelten. Im Altertum waren vor allem Armenien, Zypern und Andalusien in Spanien die Hauptlieferanten für Azurit. Bis zur Mitte des 17. Jahrhunderts war Ungarn die wichtigste Azurit-Quelle Europas. Spätere Lieferquellen, bis etwa zum Ende des 19. Jahrhunderts, waren Chessy bei Lyon in Frankreich, Mechernich in der deutschen Vulkaneifel und die Gruben bei Alghero auf der italienischen Insel Sardinien.
In Deutschland wurde Azurit neben seinem historischen Fundort Mechernich, wo er durch Sedimentation in den dortigen Buntsandsteinen ausgefällt wurde, unter anderem noch an vielen Stellen im Schwarzwald (Baden-Württemberg), in St. Barbara bei Wallerfangen (Saarland), im Thüringisch-Fränkischen Mittelgebirge, im Odenwald und Spessart (Hessen), im Harz (Niedersachsen bis Sachsen-Anhalt) und im Erzgebirge (Sachsen) gefunden.
Bekannt aufgrund außergewöhnlicher Azuritfunde ist unter anderem Tsumeb in Namibia, wo Kristalle von bis zu 20 Zentimeter Länge zutage traten. Bis zu 7 Zentimeter große Kristalle wurden in Touissit in Marokko entdeckt und die Kristalle in der historischen Fundstätte Chessy bei Lyon erreichten eine Länge von bis zu 5 Zentimetern. Kristallrosetten mit einem Durchmesser von bis zu 13 Zentimetern kennt man vor allem aus der Yang-Chweng-Mine in der chinesischen Provinz Guangdong.
In Österreich kennt man das Mineral vor allem aus Kärnten (Friesach-Hüttenberg, Hohe Tauern, Karawanken), Niederösterreich (Industrieviertel, Waldviertel) und Salzburg (Hohe Tauern, Leogang), der Steiermark (Fischbacher Alpen, Niedere Tauern, Schladming) und Tirol (Inntal, Brixlegg-Schwaz, Kitzbüheler Alpen).
In der Schweiz fand man Azurit vor allem in den Kantonen Graubünden (Albulatal, Vorder- und Hinterrheintal) und Wallis (Binntal, Martigny, Val d’Anniviers).
Mit der Erfindung von „Preußischblau“ Anfang des 18. Jahrhunderts verlor das Mineral in Europa seine Bedeutung als Pigment.

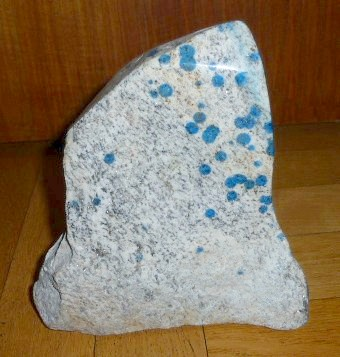
Aus dem nördlichen Pakistan von den Hängen des K 2 stammen Granitstücke mit Einschlüssen von Azurit und gelegentlich auch Malachit, die unter den Handelsnamen K2-Azurit (auch K2-Granit oder K2-Stein) angeboten werden. Kleinere Stücke werden zu Anhängern oder Ringsteinen verarbeitet.

Weitere Fundorte liegen unter anderem in Afghanistan, Argentinien, Australien, Bolivien, Brasilien, Bulgarien, Chile, China, Demokratische Republik Kongo (Zaire), Griechenland, Iran, Irland, Japan, Kasachstan, Kanada, Madagaskar, Marokko, Mexiko, Mongolei, Namibia, Norwegen, Peru, Philippinen, Polen, Portugal, Russland, Schweden, Schweiz, Serbien, Simbabwe, Slowakei, Südafrika, Tschechien, Türkei, Ungarn, im Vereinigten Königreich (UK) und den Vereinigten Staaten von Amerika (USA).

## Verwendung

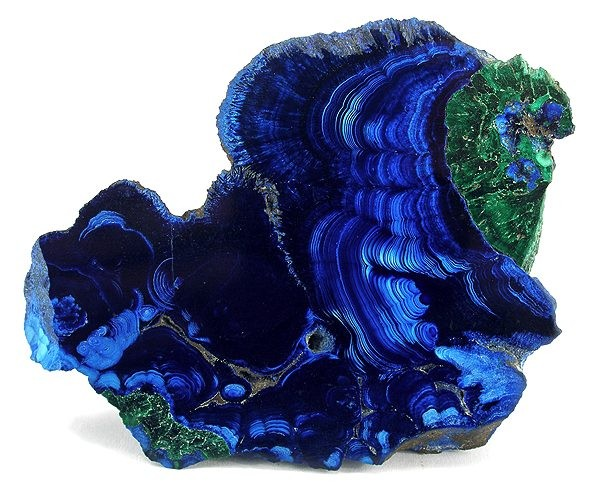
Azurit mit Malachit, angeschliffen und poliert

Azurit ist ein Kupfererz, das keine große wirtschaftliche Bedeutung hat. Allerdings lässt es sich als Schmuckstein und Farbpigment schon im alten Ägypten nachweisen. Wegen seiner edlen, tiefblauen Farbe und seines hohen Preises fand Azurit besonders in kunstvoll ausgemalten mittelalterlichen Handschriften Verwendung.

## Manipulationen und Imitationen
Da Azurit für die kommerzielle Nutzung als Schmuckstein zu weich und empfindlich (porös, gute Spaltbarkeit) ist, wird er oft mit Kunststoff stabilisiert, was nebenbei auch den Glanz erhöht. Auch Rekonstruktionen aus Azurit- und Malachitstaub (Verarbeitungsreste), vor allem um die Verwachsung Azurit-Malachit nachzuahmen, sind bekannt. Seit 1991 ist zudem eine Azurit-Malachit-Imitation aus gefärbtem und unter hohem Druck mit Kunststoff zusammengepreßtem Barytpulver im Umlauf.

## Esoterik
In esoterischen Kreisen gilt Azurit als Stein der Erkenntnis und des geistigen Wachstums. Er soll die Konzentrationsfähigkeit und die geistige Aufnahmebereitschaft fördern, einen positiven Einfluss auf das zentrale Nervensystem nehmen, indem er die Leistungsfähigkeit des Gehirns und die Nerventätigkeit erhöht und die Sinneswahrnehmungen anregt. Zudem wird dem Mineral nachgesagt, dass es eine entgiftende Wirkung auf den Organismus ausübe, die Schilddrüsenfunktionen anrege und die Regeneration des Körpers nach Operationen oder Krankheiten unterstütze.
Für den Wirkungsbereich in der Esoterik gibt es allerdings keine wissenschaftlichen Belege.